# Lia Rumantscha
Lia Rumantscha (em romanche: Liga Romanche) é uma organização suíça fundada em 1919 com o intuito de promover a língua e a cultura romanche dentro do seu próprio cantão Grisões, como também fora por toda a Suíça. Como a língua romanche é uma das quatro línguas oficiais da confederação suíça e também a única delas oriunda deste território, a função da Lia Rumantscha é de grande importância para que ela se mantenha viva entre os habitantes da região.
A Lia Rumantscha, com sede na comuna Coira, foi responsável pela tradução da suite de aplicativos Microsoft Office em romanche.